# توهم
التوهم إدراك المعنى الجزئي المتعلق بالمحسوسات.

## نحو
التوهم عند النحاة يأتي مرادفا للغلط والخطأ واللحن.